# 菲舒斯-里于马尤
菲舒斯-里于马尤（法語：Fichous-Riumayou，法語發音：[fiʃus ʁjymaju]）是法国大西洋比利牛斯省的一个市镇，属于波城区。该市镇于1842年由原市镇菲舒斯（Fichous）和里于马尤（Riumayou）合并而成。

## 地理
菲舒斯-里于马尤（43°29'5"N, 0°26'53"W）面积6.41 平方千米，位于法国新阿基坦大区大西洋比利牛斯省，该省份为法国东南部省份，涵盖了贝阿恩与北巴斯克，西临大西洋比斯開灣，北至朗德省，东北接热尔省，东临上比利牛斯省，南与西班牙接壤。
与菲舒斯-里于马尤接壤的市镇（或旧市镇、城区）包括：加罗斯、拉勒勒、隆松、卢维尼、米亚洛斯。

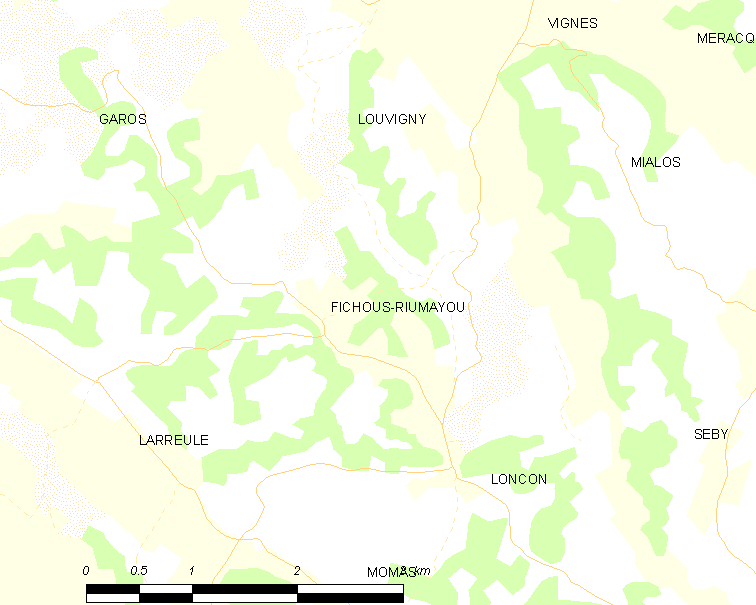
菲舒斯-里于马尤的OSM定位图

菲舒斯-里于马尤的时区为UTC+01:00、UTC+02:00（夏令时）。

## 行政
菲舒斯-里于马尤的邮政编码为64410，INSEE市镇编码为64226。

## 政治
菲舒斯-里于马尤所属的省级选区为阿尔蒂克斯和苏贝斯特尔地区县。

## 人口

1962-2008年间菲舒斯-里于马尤人口变化图示

菲舒斯-里于马尤于2022年1月1日时的人口数量为203人。